# Jakob 1. af Bourbon-La Marche
Jakob 1. af Bourbon-La Marche (Jakob 1., greve af La Marche)  (1319-6. april 1362) var greve af La Marche fra 1342 til 1362. Han var oldesøn af kong Ludvig 9. af Frankrig (død 1270), og han blev forfader til kong Henrik 4. af Frankrig. 
Jakob 1. deltog i slagene ved Crécy og Poitiers. Han var Connétable de France i (1354–1356), og han var kendt som den blå ridder („la Fleur des Chevaliers“).

## Familie
Jakob 1. var søn af hertug Ludvig 1. af Bourbon og Marie d’Avesnes af Hennegau og Holland (død 1354).
Jakob 1. var gift med Jeanne de Châtillon (1320–1371). Deres næstældste søn var grev Jean 1. af Bourbon-La Marche.